# George Stout
George Leslie Stout (* 5. Oktober 1897 in Winterset, Iowa; † 1. Juli 1978 in Santa Clara, Kalifornien) war ein amerikanischer Spezialist für Kunstschätze und Museumsdirektor, der das erste Labor in den Vereinigten Staaten gründete, das sich mit Kunstkonservierung bzw. -restaurierung beschäftigte. Des Weiteren war er der Gründer der ersten Zeitschrift zum Thema Restaurierung, des Myron Stout Journal, herausgegeben von 1950 bis 1967.
Während des Zweiten Weltkriegs war er Mitglied der Abteilung für Denkmäler, Kunst und Archive (MFAA), einer Einheit der US-Armee, die sich der Wiedererlangung gestohlener Kunst widmete.

## Leben
Stout wurde in Winterset, Iowa geboren. Er studierte zwei Jahre am Grinnell College und diente während des Ersten Weltkriegs in einem US-Militärkrankenhaus. Nach dem Krieg schloss er sein Bachelorstudium an der University of Iowa ab und lehrte für einige Jahre Malerei in der dortigen Kunstabteilung. Anschließend reiste er durch Europa. Im Jahr 1924 heiratete er Margaret Hayes, mit der er die beiden Söhne Robert und Thomas hatte.
Im Jahr 1926 begann Stout mit der Arbeit an seinem Masterabschluss an der Harvard University. 1929 machte er seinen Abschluss und begann seine Museumskarriere in der Kunstabteilung des Fogg Art Museum, wo er als Dozent und Restaurator arbeitete. Zusammen mit dem Harvard-Chemiker John Gettens Rutherford leistete Stout Pionierarbeit in drei wichtigen Bereichen der Konservierung: Bestehendes erhalten, Altersspuren und Verschmutzungen verringern sowie Beschädigungen beheben. Dies half, Konservierung in die Welt der modernen Wissenschaft zu bringen. Er wurde 1933 Leiter der Konservierungsabteilung im Fogg Art Museum, eine Position, die er bis 1947 innehatte.
Als Reservist der Marine war Stout seit 1943 im aktiven Dienst und trat kurze Zeit später der Zwölften Heeresgruppe bei. Aufgrund seines kunstwissenschaftlichen Hintergrunds war er einer der ersten, die für die Sektion für Denkmäler, Bildende Künste und Archive (MFAA) rekrutiert wurden. Die Gruppe wurde mit dem Schutz und der Dokumentation von Schäden an europäischen Kulturdenkmälern während des Zweiten Weltkriegs sowie der Untersuchung, der Lokalisierung, der Genese und der Rückführung von Kunst beauftragt, die von den Nazis geplündert worden war.
Während seiner Zeit in Europa von 1944 bis 1945 überwachte er die Inventur und Rückgabe von mehreren tausend Kunstwerken aus Salzminen, Kirchen und anderen versteckten Depots und wurde zum stellvertretenden Kommandanten des MFAA ernannt. Nach der offiziellen Kapitulation Japans am 2. September 1945 empfahlen Stout und seine Mitbegründer Laurence Sickman die Gründung einer MFAA-Abteilung in Tokio. Daraufhin wurde die Abteilung für Kunst und Monumente der Abteilung für Zivil- und Bildungswesen eingerichtet und dem Oberkommandierenden für die Alliierten Mächte in Japan unterstellt. Stout war von etwa August 1945 bis Mitte 1946 der Chef der Division.
Nach dem Krieg leitete Stout von 1947 bis 1954 das Worcester Art Museum in Worcester, Massachusetts, und von 1955 bis 1970 das Isabella Stewart Gardner Museum in Boston, Massachusetts. Stout war maßgeblich an der Gründung des International Institute for Conservation (IIC) beteiligt, war von 1950 bis 1953 dessen erster Präsident und diente bis 1963 dessen Rat. Stout wurde 1966 Ehrenmitglied der IIC.
1954 wurde Stout in die American Academy of Arts and Sciences gewählt. Im Jahr 1975 wurde er für seine Leistungen zum Ehrenmitglied des American Institute for Conservation of Historic and Artistic Works ernannt.
Stout starb 80-jährig in Santa Clara, Kalifornien.

## Vermächtnis
Am Ende des Zweiten Weltkrieges war er für die Monuments, Fine Arts, and Archives Section in Europa tätig. Die Tätigkeit dieser Einheit wird in dem im Jahr 2014 erschienenen Film Monuments Men – Ungewöhnliche Helden dargestellt.
Schauspieler George Clooney spielte die fiktive Figur Frank Stokes, die auf der Person Stouts basiert.

## Auszeichnungen
Auswahl der Dekorationen, sortiert in Anlehnung an die Order of Precedence of Military Awards:
- Bronze Star
- Army Commendation Medal[3]
- Congressional Gold Medal[12]

## Ausgewählte Publikationen
- Internationaler Kongress für Kunstgeschichte, Stout, GL & Fogg Art Museum: Technical Studies in the Field of the Fine Arts. Musées Royaux des Beaux-Arts de Belgique, Brüssel 1930.[13]
- R. J. Gettens, G. L. Stout: Painting Materials, A Short Encyclopedia. D. Van Nostrand Co., New York 1947.[14]
- G. L. Stout, Isabella Stewart Gardner Museum: Treasures from the Isabella Stewart Gardner Museum. Kronenverleger, New York 1969.
- G. L. Stout: The Care of Pictures. Dover Publications, New York 1975, ISBN 0-486-23165-8.

## Belege
1. ↑  Myron Stout Journal, herausgegeben von 1950 bis 1967
2. ↑  G. L. Stout, 80, Expert on Restoring Art. In: The Washington Post. 6. Juli 1978, S. C8.
3. 1 2 3 4 5  A Finding Aid to the George Leslie Stout Papers. Archives of American Art, Smithsonian Institution, abgerufen am 10. Oktober 2013.
4. ↑  Michael Swanger: Iowan played key role in saving war treasures. In: Iowa History Journal. Juli/August 2013.
5. ↑  The Art Army: Harvard's Monuments Men at War. In: Harvard Magazine. Januar/Februar 2010.
6. 1 2  Rihoko Ueno: Monuments Men in Japan: Discoveries in the George Leslie Stout papers. In: Archives of American Art Blog. Archives of American Art, Smithsonian Institution, abgerufen am 10. Oktober 2013.
7. ↑  Oral history interview with George Leslie Stout, 1978 Mar. 10-21. Archives of American Art, Smithsonian Institution.
8. ↑  International Institute for Conservation of Historic and Artistic Works
9. ↑  Book of Members 1780–present, Chapter S. (PDF; 1,5 MB) In: amacad.org. American Academy of Arts and Sciences, abgerufen am 1. Juli 2018 (englisch).
10. ↑  Clements L. Robertson (September 5, 1975), Citation for George L. Stout as Honorary Member of AIC, American Institute for Conservation of Historic and Artistic Works
11. ↑  State of California. California Death Index, 1940–1997. Sacramento, CA, USA: State of California Department of Health Services, Center for Health Statistics.
12. ↑  House votes to award medals to 'Monuments Men,' Jack Nicklaus. Abgerufen am 6. Juli 2014.
13. ↑  Technical Studies in the Field of the Fine Arts. ISSN 0096-9346, OCLC 1590172.
14. ↑  George L. Stout: Painting materials : a short encyclopaedia. Dover Publications, New York 1966, ISBN 0-486-21597-0.